# Chin Han
Ng Chin Han (kinesiska: 黄经汉; pinyin: Huáng Jīnghàn), född 27 november 1969 i Singapore, är en singaporiansk skådespelare. Han spelar bland annat rollen som Zhao Long Ji i actionkatastroffilmen Skyscraper och Shang Tsung i kampsportsfantasyfilmen Mortal Kombat. Han kommer även att reprisera den sistnämnda rollen i den också sistnämnda filmens uppföljare, Mortal Kombat 2, som har biopremiär under hösten 2025.

## Filmografi (i urval)

### Filmer
- 2008 – The Dark Knight
- 2009 – 2012
- 2011 – Restless
- 2011 – Contagion
- 2014 – Captain America: The Winter Soldier
- 2016 – Independence Day: Återkomsten
- 2017 – Ghost in the Shell
- 2018 – Skyscraper
- 2021 – Mortal Kombat
- 2025 – Mortal Kombat 2

### TV-serier
- 2012 – Fringe (TV-serie)
- 2012–2013 – Last Resort (TV-serie)
- 2013 – Arrow (TV-serie)
- 2013–2023 – The Blacklist (TV-serie)
- 2014 – Marco Polo (TV-serie)
- 2017 – Lethal Weapon (TV-serie)
- 2023 – American Born Chinese (TV-serie)